# Бунева (нос)
Нос Бунева (на английски: Buneva Point) е остър скалист нос на остров Александър I в Антарктика. Намира се на северозападния бряг на острова, вдавайки се в залива Лазарев на 1 км запад-югозапад, точно на юг от края на ледника Ленън.

## Местоположение
Разположен на 11 км южно от нос Восток, 8,8 км северозападно от нос Камхи и 1,75 км североизточно от остров Столц. Образуван от северния край на едноименния скалист крайбрежен рид, простиращ се 3,7 км в югоизточна посока.
Географски координати: 69°13′48.7″ ю. ш. 72°09′02″ з. д. / 69.230194° ю. ш. 72.150556° з. д.

## Картографиране
Картографиран е от британци в 1991 година.

## Произход на името
Носът е наречен в памет на Мара Бунева (1902 – 1928), героиня на българското освободително движение в Македония.

## Карти
- British Antarctic Territory. Scale 1:250000 topographic map. Sheet SR19-20/5. APC UK, 1991
- Antarctic Digital Database (ADD). Scale 1:250000 topographic map of Antarctica. Scientific Committee on Antarctic Research (SCAR). Since 1993, regularly upgraded and updated